# Stanisław Szybisty
Stanisław Szybisty ps. Stefan (ur. 1914 w Stobiernej, zm. 15 grudnia 1943 w Krakowie) – polski działacz ludowy i komunistyczny, w okresie okupacji niemieckiej oficer Gwardii Ludowej. Komendant Okręgu Rzeszowskiego GL 1942–1943.
Od 1939 r. działacz Związku Młodzieży Wiejskiej RP „Wici”, w kwietniu 1940 r. jeden z organizatorów Czynu Chłopsko-Robotniczego. Z ramienia tej organizacji utrzymywał kontakty z Rewolucyjnymi Radami Robotniczo-Chłopskimi – m.in. spotkał się na początku 1941 r. w Zwięczycy z przybyłym z Warszawy ich przewodniczącym Julianem Wieczorkiem, ale między organizacjami nie doszło do pełnego porozumienia. 18 marca 1941 r. rozpoczął wydawanie pisma „Czyn Chłopsko-Robotniczy”, po czym grupa została rozbita przez gestapo. Komendant Okręgu Rzeszowskiego Gwardii Ludowej od 18 stycznia 1942. W 1943 roku mianowany został szefem sztabu IV Obwodu GL w Krakowie, gdzie zginął jesienią 1943 r.